# Alicia Dujovne Ortiz
Alicia Dujovne Ortiz (Buenos Aires, 4 januari 1940) is een Argentijnse journalist en schrijver. Ze woont in Toulouse.
Ze studeerde aan de Universiteit van Buenos Aires en ze heeft biografieën geschreven van verschillende beroemdheden.

## Romans
- El agujero en la tierra, 1980.
- Anita cubierta de arena, 2003.
- El árbol de la gitana, 1997.
- El buzón de la esquina. Novela, 1977.
- La muñeca rusa. Novela, 2009.
- Las perlas rojas. Novela, 2005.
- Un corazón tan recio, 2011.
- La Madama, 2014.
- La más agraciada, 2015.

- Biblioteca Nacional de España: XX908381
- Bibliothèque nationale de France: cb11901041p (data)
- Catàleg d'autoritats de noms i títols de Catalunya: 981061162544706706
- CiNii: DA11532420
- Gemeinsame Normdatei: 142271756
- International Standard Name Identifier: 0000 0001 2021 0089
- Library of Congress Control Number: n84185866
- Bibliotheek van het Japanse parlement: 00512978
- Nationale Bibliotheek van Israël: 987007260778105171
- Nationale en Universitaire bibliotheek Zagreb: 000364956
- Nederlandse Thesaurus van Auteursnamen: 074781030
- Réseau des bibliothèques de Suisse occidentale: 02-A000053529
- Istituto Centrale per il Catalogo Unico: CFIV120164
- LIBRIS: 50068
- Système universitaire de documentation: 026842467
- Virtual International Authority File: 12307697
- WorldCat: E39PBJkttDCMvJc3MMPgRBGWDq